# Nancy Mitford
Nancy Mitford, född 28 november 1904 i London, död 30 juni 1973 i Versailles i Frankrike, var en brittisk författare och levnadstecknare.
Nancy var äldsta barnet till David Freeman-Mitford, baron Redesdale, och Sydney Bowles. Nancy hade sex yngre syskon: Pamela, Thomas (Tom), Diana, Unity, Jessica (Decca) och Deborah (Debo). 
Som dotter till en baron lades prefixet The Honourable till före namnet. Senare tilldelades hon titeln Commander of the Order of the British Empire (CBE).
Nancy var gift med Peter Rodd 1933-1957. Nancy fick många missfall under äktenskapet som förblev barnlöst. Båda makarna var otrogna och Nancys stora kärlek i livet var Gaston Palewski som tjänstgjorde under Charles de Gaulle.

## Citat
"I love children, especially when they cry, for then someone takes them away"

### The hon
The hon (honourable) är en aristokratisk härstamning som man kan foga till sitt namn. Titeln förekommer även i Jessica Mitfords barndomsskildring Hons and Rebels där ordet hons antas betyda höns (hens), eftersom alla syskonen på sitt hemliga barnspråk (honnish) kallade varandra The hons efter flygfäna. Anledningen var att mamma Sydney startade ett hönseri för att producera ägg. Äggpengarna användes till att avlöna en guvernant som svarade för barnens utbildning. 

## Syskonen Mitford
Pamela Mitford (25 november 1907–12 april 1994)
Thomas Mitford (2 januari 1909–30 mars 1945)
Diana Mitford (17 juni 1910–11 augusti 2003)
Unity Mitford (8 augusti 1914–28 maj 1948)
Jessica Mitford (11 september 1917–22 juli 1996)
Deborah Mitford (31 mars 1920–24 september 2014)